# Buxton (Caroline du Nord)
Pour les articles homonymes, voir Buxton.
Buxton est une zone non incorporée et une census-designated place située sur l’île Hatteras, une partie des Outer Banks. Buxton se trouve dans le comté de Dare, en Caroline du Nord. Sa population s’élevait à 1 273 habitants lors du recensement de 2010.
La Highway 12 relie la communauté aux autres présentes sur Outer Banks comme Avon et Hatteras.

## Démographie
| 2000 | 2010  | - | - | - | - |
| ---- | ----- | - | - | - | - |
| 940  | 1 273 | - | - | - | - |